# Winthemia cecropia
Winthemia cecropia är en tvåvingeart som först beskrevs av Riley 1870.  Winthemia cecropia ingår i släktet Winthemia och familjen parasitflugor. Inga underarter finns listade i Catalogue of Life.